# 宮本輝紀
宮本 輝紀（みやもと てるき、1940年12月26日 - 2000年2月2日）は、広島県広島市宇品（現・南区宇品）出身（広島市段原山崎町生まれ）の元サッカー選手（MF）・コーチ・監督。日本代表の攻撃的ミッドフィールダーとしてメキシコ五輪銅メダル獲得に貢献し、日本最初のゲームメーカーとも呼ばれる。

## 経歴
1945年8月6日、4歳の夏に爆心地から約2kmの段原山崎町で被爆し、一緒に遊んでいた弟を亡くした。張本勲も近所で被爆している。終戦後は宇品に引越して広島市立千田小学校に入学し、千田小の同期に岡光龍三、一学年上に後に山陽高→八幡→新日鐵と同じ道を歩む大石信幸がいた。広島市立国泰寺中学校時代に大学生にサッカーを教えてもらったことがきっかけでサッカー部に転部し、国泰寺中の一学年上に野村六彦、同期に今西和男がいた。宮本と野村は、後の1960年代に「日本を代表する二人のテクニシャン」と称されて誰もが認める存在となるが、その源流は国泰寺中にあった。国泰寺中サッカー部は、当時今西が入部できないほど希望者が多い状況であったが、その中でも宮本の才能は際立っており、広大付属の桑田隆幸とともに地元では有名な選手となっていた。国泰寺中は隣接する国泰寺高校の付属校ではないが、OBが多数進んでいたことから、レギュラークラスを全国有数の名門である国泰寺高校の練習に参加させた。今でいう、Jクラブの一貫教育を昭和30年代に、それも全国レベルの選手たちによって体験させていた。また、国泰寺高校では「全広島対全関西」などの試合が行われ、全日本選手のプレーを身近に見る機会があった。
中学卒業後は野村が進んだ舟入高校へ行く予定であったが、受験制度が変わり、宮本の住む地域からは入りづらくなったため、大石が進んだ創部3年目の新興勢力・広島山陽高校に進学。渡部英麿の厳しい指導を受け、2年次の1957年と3年次の1958年には国体準優勝を果たし、特に1958年は2年連続で決勝対決となった杉山隆一のいた静岡代表・清水東との雨中の死闘は有名である。
広島高師出身で東福岡高コーチとしても知られる名将・寺西忠成監督の目に留まり、寺西からの熱心な要望により1959年に八幡製鉄へ入部。寺西は広島一中で渡部の1年後輩にあたり旧知の間柄であった関係から、当時の八幡は山陽の一学年先輩の大石をはじめ、主力は広島出身者であった。1959年はクアラルンプールで開催された第1回アジアユースサッカー日本代表にも選出されて3位に貢献し、1960年には19歳11ヵ月でA代表入りを果たす。八幡でもエースとして活躍し、1963年と1964年には全日本実業団選手権2連覇、1964年の天皇杯では古河電工との両チーム優勝に導く。1965年から始まったJSLでも主力選手としてチームを引っ張り、対戦相手はまず宮本をどう抑えるかに苦心した。初年度から2年連続2位の好成績を挙げるなど通算139試合に出場し、通算68得点は歴代6位にランクインしている。この記録は年間14試合しか行われていない時代に残した記録であり、歴代でも上位を争う価値のあるものである。ベストイレブンには6度選出されているが、八幡は社業の悪化で、JSLが発足した1965年直後から新人補強で苦戦。ライバルチームとの差が開き、この後はチームとしてのタイトル獲得はならなかった。1967年には日本年間最優秀選手賞にも選ばれ、1970年にはJSLアシスト王に輝いた。代表では1960年代から1970年代にかけて国内最高のテクニシャンで、そのテクニックは当時の代表の中でも群を抜いていた。東京五輪から代表の頭脳となってゲームを組み立てるようになり、「天才パサー」と呼ばれた。パス1本で相手を窮地に追い込む「元祖キラーパス」は、後の代表司令塔・中田英寿、中村俊輔をも凌ぐと評される。前線の釜本邦茂や杉山にパスを供給するのが日本の攻撃パターンであり、当時「パワーの釜本、スピードの杉山、テクニックの宮本」と呼ばれたトライアングルはサッカー選手を志す少年達の憧れであった。表に出ることが好きでない性格で、派手なパフォーマンスは嫌いで口数も少なく、自らゴールを決めた直後も周囲が歓喜する中でつまらなそうにペッと唾を吐き、一人憮然としていたといわれる。北九州市出身の本間勇輔も大ファンだったと話しているほか、後藤健生や国吉好弘らも宮本のプレーを見て感銘を受けたのが、サッカージャーナリストになったきっかけと話している。パスもさる事ながらゴールにも迫りシュートも連発し、振り幅の小さいシュートでゴールを量産してMFながら国際Aマッチ18得点は歴代8位、代表での全試合では歴代4位の47得点（出場192試合、歴代3位）を挙げている。いずれもメキシコ五輪世代では釜本に次ぐ数字であり、そのメキシコ五輪では、中盤の守備の要で主将の八重樫茂生が初戦で負傷。そのため宮本は司令塔でありながら八重樫の代役も兼ねたが、パスを出しながら必死に守備をして縦横無尽に走り回り、メキシコとの3位決定戦では精根尽き果て倒れ込んだ。1974年から1975年には選手兼任コーチとして渡辺正監督を支え、渡辺が総監督となった1976年からは渡辺の後任でプレイングマネージャーとなり、1年目のリーグ戦は9位に終わるが、同年の天皇杯でベスト4に導く。1部・2部入替戦では読売クラブの昇格を阻んで残留を決め、現役を引退。
引退後も新日鐵の監督（1977年 - 1979年）を務め、1年目の1977年夏には1977年にはブラジルから来日したカルロス・アルベルト・シルバが特別コーチを務めた。在任中はオイルショック後でさらに補強が厳しくチームは低迷したが、JSLカップでは1977年にベスト8、1978年にベスト4と好成績を残す。
派手嫌いで実直な人柄で知られ、選手として頂点を極めて引退した後も勤務地である北九州にとどまった。中央に出てくることは無く、国体福岡県代表監督（1981年 - 1985年）・九州共立大学監督（1996年 - 1999年）を務め、九州共立大学では僅か2年で九州大学リーグ1部に昇格させた。1993年からスタートしたJリーグに新日鐵は、地域性から参加を要請されたが参加しなかった。
2000年2月2日、北九州市八幡東区の病院で心不全のため死去。59歳没。2006年に高卒の選手経験者では最初の日本サッカー殿堂入りを果たし、母校・山陽高校の正門に入ると右手に宮本の功績を讃える記念碑がある。

## 所属クラブ
- 1959年 - 1976年 八幡製鉄/新日本製鐵

## 個人成績
| 国内大会個人成績 | 国内大会個人成績 | 国内大会個人成績 | 国内大会個人成績 | 国内大会個人成績 | 国内大会個人成績           | 国内大会個人成績 | 国内大会個人成績 | 国内大会個人成績 | 国内大会個人成績 | 国内大会個人成績 | 国内大会個人成績 |
| 年度             | クラブ           | 背番号           | リーグ           | リーグ戦         | リーグ戦                   | リーグ杯         | リーグ杯         | オープン杯       | オープン杯       | 期間通算         | 期間通算         |
| 年度             | クラブ           | 背番号           | リーグ           | 出場             | 得点                       | 出場             | 得点             | 出場             | 得点             | 出場             | 得点             |
| 日本             | 日本             | 日本             | 日本             | リーグ戦         | リーグ戦                   | JSL杯            | JSL杯            | 天皇杯           | 天皇杯           | 期間通算         | 期間通算         |
| ---------------- | ---------------- | ---------------- | ---------------- | ---------------- | -------------------------- | ---------------- | ---------------- | ---------------- | ---------------- | ---------------- | ---------------- |
| 1965             | 八幡             |                  | JSL              |                  | 7                          | -                | -                |                  |                  |                  |                  |
| 1966             | 八幡             |                  | JSL              |                  | 11                         | -                | -                |                  |                  |                  |                  |
| 1967             | 八幡             |                  | JSL              |                  | 10                         | -                | -                | -                | -                |                  |                  |
| 1968             | 八幡             |                  | JSL              |                  | 11                         | -                | -                |                  |                  |                  |                  |
| 1969             | 八幡             |                  | JSL              |                  | 7                          | -                | -                |                  |                  |                  |                  |
| 1970             | 新日鐵           |                  | JSL              |                  | 6                          | -                | -                | -                | -                |                  |                  |
| 1971             | 新日鐵           |                  | JSL              |                  | 7                          | -                | -                |                  |                  |                  |                  |
| 1972             | 新日鐵           |                  | JSL1部           |                  |                            | -                | -                |                  |                  |                  |                  |
| 1973             | 新日鐵           |                  | JSL1部           |                  |                            |                  |                  |                  |                  |                  |                  |
| 1974             | 新日鐵           |                  | JSL1部           |                  |                            | -                | -                |                  |                  |                  |                  |
| 1975             | 新日鐵           |                  | JSL1部           |                  |                            | -                | -                |                  |                  |                  |                  |
| 1976             | 新日鐵           |                  | JSL1部           |                  |                            |                  |                  |                  |                  |                  |                  |
| 通算             | 日本             | 日本             | JSL1部           | 138              | 68\|\|\|\|\|\|\|\|\|\|\|\| |                  |                  |                  |                  |                  |                  |
| 総通算           | 総通算           | 総通算           | 総通算           | 138              | 68\|\|\|\|\|\|\|\|\|\|\|\| |                  |                  |                  |                  |                  |                  |

## 代表歴
- 日本代表初出場（国際Aマッチ）：1961年6月11日 対韓国戦（国立競技場）
- 日本代表初出場：1960年11月7日 対全韓国（韓国）戦（ソウル）
- 日本代表初得点：1961年8月2日 対マラヤ戦（クアラルンプール）

### 出場大会など
- 1962 FIFAワールドカップ・予選
- アジア競技大会 (1962, 1966, 1970)
- 1964年東京オリンピック（ベスト8）
- メキシコシティオリンピック（銅メダル）
- 1970 FIFAワールドカップ・予選
- ミュンヘンオリンピック予選

### 試合数
- 国際Aマッチ 58試合 19得点(1961-1971)[1]

| 日本代表 | 国際Aマッチ | 国際Aマッチ | その他 | その他 | 期間通算 | 期間通算 |
| 年       | 出場        | 得点        | 出場   | 得点   | 出場     | 得点     |
| -------- | ----------- | ----------- | ------ | ------ | -------- | -------- |
| 1960     | 0           | 0           | 1      | 0      | 1        | 0        |
| 1961     | 5           | 3           | 4      | 2      | 9        | 5        |
| 1962     | 7           | 1           | 5      | 3      | 12       | 4        |
| 1963     | 5           | 2           | 11     | 2      | 16       | 4        |
| 1964     | 2           | 0           | 19     | 5      | 21       | 5        |
| 1965     | 4           | 1           | 11     | 6      | 15       | 7        |
| 1966     | 5           | 3           | 12     | 2      | 17       | 5        |
| 1967     | 5           | 5           | 18     | 2      | 23       | 7        |
| 1968     | 4           | 0           | 21     | 1      | 25       | 1        |
| 1969     | 3           | 2           | 16     | 4      | 19       | 6        |
| 1970     | 12          | 1           | 12     | 2      | 24       | 3        |
| 1971     | 6           | 1           | 10     | 1      | 16       | 2        |
| 通算     | 58          | 19          | 140    | 30     | 198      | 48       |

### 出場
| No. | 開催日         | 開催都市         | スタジアム                               | 対戦相手             | 結果       | 監督       | 大会               |
| --- | -------------- | ---------------- | ---------------------------------------- | -------------------- | ---------- | ---------- | ------------------ |
| 1.  | 1961年06月11日 | 東京都           | 国立霞ヶ丘競技場陸上競技場               | 韓国                 | ●0-2       | 高橋英辰   | ワールドカップ予選 |
| 2.  | 1961年08月02日 | クアラルンプール |                                          | マラヤ               | ●2-3       | 高橋英辰   | ムルデカ大会       |
| 3.  | 1961年08月06日 | クアラルンプール |                                          | インド               | ○3-1       | 高橋英辰   | ムルデカ大会       |
| 4.  | 1961年08月10日 | クアラルンプール |                                          | 南ベトナム           | ●2-3       | 高橋英辰   | ムルデカ大会       |
| 5.  | 1961年11月28日 | 東京都           | 国立霞ヶ丘競技場陸上競技場               | ユーゴスラビア       | ●0-1       | 高橋英辰   | 国際親善試合       |
| 6.  | 1962年08月25日 | インドネシア     |                                          | タイ                 | ○3-1       | 高橋英辰   | アジア大会         |
| 7.  | 1962年08月29日 | インドネシア     |                                          | インド               | ●0-2       | 高橋英辰   | アジア大会         |
| 8.  | 1962年08月30日 | インドネシア     |                                          | 韓国                 | ●0-1       | 高橋英辰   | アジア大会         |
| 9.  | 1962年09月08日 | クアラルンプール |                                          | マラヤ               | △2-2       | 高橋英辰   | ムルデカ大会       |
| 10. | 1962年09月12日 | クアラルンプール |                                          | パキスタン           | △1-1       | 高橋英辰   | ムルデカ大会       |
| 11. | 1962年09月15日 | クアラルンプール |                                          | ビルマ               | ●1-3       | 高橋英辰   | ムルデカ大会       |
| 12. | 1962年09月21日 | シンガポール     |                                          | シンガポール         | ●1-2       | 高橋英辰   | 国際親善試合       |
| 13. | 1963年08月08日 | クアラルンプール |                                          | マレーシア           | ○4-3       | 長沼健     | ムルデカ大会       |
| 14. | 1963年08月10日 | クアラルンプール |                                          | タイ                 | ○4-1       | 長沼健     | ムルデカ大会       |
| 15. | 1963年08月12日 | クアラルンプール |                                          | 南ベトナム           | ○5-1       | 長沼健     | ムルデカ大会       |
| 16. | 1963年08月13日 | クアラルンプール |                                          | 韓国                 | △1-1       | 長沼健     | ムルデカ大会       |
| 17. | 1963年08月15日 | クアラルンプール |                                          | チャイニーズタイペイ | ●0-2       | 長沼健     | ムルデカ大会       |
| 18. | 1964年03月03日 | シンガポール     |                                          | シンガポール         | ○2-1       | 長沼健     | 国際親善試合       |
| 19. | 1964年10月16日 | 東京都           | 駒沢オリンピック公園総合運動場陸上競技場 | ガーナ               | ●2-3       | 長沼健     | オリンピック       |
| 20. | 1965年03月14日 | 香港             |                                          | 香港                 | ○2-1       | 長沼健     | 国際親善試合       |
| 21. | 1965年03月22日 | ラングーン       |                                          | ビルマ               | △1-1       | 長沼健     | 国際親善試合       |
| 22. | 1965年03月25日 | シンガポール     |                                          | シンガポール         | ○4-1       | 長沼健     | 国際親善試合       |
| 23. | 1965年03月27日 | クアラルンプール |                                          | マレーシア           | △1-1       | 長沼健     | 国際親善試合       |
| 24. | 1966年12月10日 | バンコク         |                                          | インド               | ○2-1       | 長沼健     | アジア大会         |
| 25. | 1966年12月11日 | バンコク         |                                          | イラン               | ○3-1       | 長沼健     | アジア大会         |
| 26. | 1966年12月14日 | バンコク         |                                          | マレーシア           | ○1-0       | 長沼健     | アジア大会         |
| 27. | 1966年12月16日 | バンコク         |                                          | シンガポール         | ○5-1       | 長沼健     | アジア大会         |
| 28. | 1966年12月17日 | バンコク         |                                          | タイ                 | ○5-1       | 長沼健     | アジア大会         |
| 29. | 1967年09月27日 | 東京都           | 国立霞ヶ丘競技場陸上競技場               | フィリピン           | ○15-0      | 長沼健     | オリンピック予選   |
| 30. | 1967年09月30日 | 東京都           | 国立霞ヶ丘競技場陸上競技場               | チャイニーズタイペイ | ○4-0       | 長沼健     | オリンピック予選   |
| 31. | 1967年10月03日 | 東京都           | 国立霞ヶ丘競技場陸上競技場               | レバノン             | ○3-1       | 長沼健     | オリンピック予選   |
| 32. | 1967年10月07日 | 東京都           | 国立霞ヶ丘競技場陸上競技場               | 韓国                 | △3-3       | 長沼健     | オリンピック予選   |
| 33. | 1967年10月10日 | 東京都           | 国立霞ヶ丘競技場陸上競技場               | 南ベトナム           | ○1-0       | 長沼健     | オリンピック予選   |
| 34. | 1968年03月30日 | シドニー         |                                          | オーストラリア       | △2-2       | 長沼健     | 国際親善試合       |
| 35. | 1968年03月31日 | メルボルン       |                                          | オーストラリア       | ●1-3       | 長沼健     | 国際親善試合       |
| 36. | 1968年04月04日 | アデレード       |                                          | オーストラリア       | ○3-1       | 長沼健     | 国際親善試合       |
| 37. | 1968年10月14日 | プエブラ         |                                          | ナイジェリア         | ○3-1       | 長沼健     | オリンピック       |
| 38. | 1969年10月10日 | ソウル           |                                          | オーストラリア       | ●1-3       | 長沼健     | ワールドカップ予選 |
| 39. | 1969年10月12日 | ソウル           |                                          | 韓国                 | △2-2       | 長沼健     | ワールドカップ予選 |
| 40. | 1969年10月16日 | ソウル           |                                          | オーストラリア       | △1-1       | 長沼健     | ワールドカップ予選 |
| 41. | 1970年07月31日 | クアラルンプール |                                          | 香港                 | ●1-2       | 岡野俊一郎 | ムルデカ大会       |
| 42. | 1970年08月02日 | クアラルンプール |                                          | 韓国                 | △1-1       | 岡野俊一郎 | ムルデカ大会       |
| 43. | 1970年08月04日 | クアラルンプール |                                          | タイ                 | △0-0       | 岡野俊一郎 | ムルデカ大会       |
| 44. | 1970年08月08日 | クアラルンプール |                                          | インドネシア         | ○4-3       | 岡野俊一郎 | ムルデカ大会       |
| 45. | 1970年08月10日 | クアラルンプール |                                          | シンガポール         | ○4-0       | 岡野俊一郎 | ムルデカ大会       |
| 46. | 1970年08月16日 | クアラルンプール |                                          | チャイニーズタイペイ | ○3-2       | 岡野俊一郎 | ムルデカ大会       |
| 47. | 1970年12月10日 | バンコク         |                                          | マレーシア           | ○1-0       | 岡野俊一郎 | アジア大会         |
| 48. | 1970年12月12日 | バンコク         |                                          | クメール             | ○1-0       | 岡野俊一郎 | アジア大会         |
| 49. | 1970年12月14日 | バンコク         |                                          | ビルマ               | ○2-1       | 岡野俊一郎 | アジア大会         |
| 50. | 1970年12月16日 | バンコク         |                                          | インドネシア         | ○2-1       | 岡野俊一郎 | アジア大会         |
| 51. | 1970年12月18日 | バンコク         |                                          | 韓国                 | ●1-2(延長) | 岡野俊一郎 | アジア大会         |
| 52. | 1970年12月19日 | バンコク         |                                          | インド               | ●0-1       | 岡野俊一郎 | アジア大会         |
| 53. | 1971年07月28日 | コペンハーゲン   |                                          | デンマーク           | ●2-3       | 岡野俊一郎 | 国際親善試合       |
| 54. | 1971年08月13日 | レイキャビク     |                                          | アイスランド         | ○2-0       | 岡野俊一郎 | 国際親善試合       |
| 55. | 1971年09月23日 | ソウル           |                                          | マレーシア           | ●0-3       | 岡野俊一郎 | オリンピック予選   |
| 56. | 1971年09月27日 | ソウル           |                                          | フィリピン           | ○8-1       | 岡野俊一郎 | オリンピック予選   |
| 57. | 1971年09月29日 | ソウル           |                                          | チャイニーズタイペイ | ○5-1       | 岡野俊一郎 | オリンピック予選   |
| 58. | 1971年10月02日 | ソウル           |                                          | 韓国                 | ●1-2       | 岡野俊一郎 | オリンピック予選   |

### 得点数
| #  | 年月日         | 開催地                       | 対戦国         | スコア | 結果 | 試合概要                      |
| -- | -------------- | ---------------------------- | -------------- | ------ | ---- | ----------------------------- |
| 1  | 1961年8月2日   | マラヤ、クアラルンプール     | マラヤ連邦     | 2-3    | 敗戦 | ムルデカ大会                  |
| 2  | 1961年8月6日   | マラヤ、クアラルンプール     | インド         | 3-1    | 勝利 | ムルデカ大会                  |
| 3  | 1961年8月6日   | マラヤ、クアラルンプール     | インド         | 3-1    | 勝利 | ムルデカ大会                  |
| 4  | 1962年8月25日  | インドネシア、ジャカルタ     | タイ           | 3-1    | 勝利 | アジア競技大会                |
| 5  | 1963年8月8日   | マレーシア、クアラルンプール | マレーシア     | 4-3    | 勝利 | ムルデカ大会                  |
| 6  | 1963年8月10日  | マレーシア、クアラルンプール | タイ           | 4-1    | 勝利 | ムルデカ大会                  |
| 7  | 1965年3月27日  | マレーシア、クアラルンプール | マレーシア     | 1-1    | 引分 | 親善試合                      |
| 8  | 1966年12月10日 | タイ、バンコク               | インド         | 2-1    | 勝利 | アジア競技大会                |
| 9  | 1966年12月10日 | タイ、バンコク               | インド         | 2-1    | 勝利 | アジア競技大会                |
| 10 | 1966年12月16日 | タイ、バンコク               | シンガポール   | 5-1    | 勝利 | アジア競技大会                |
| 11 | 1967年9月27日  | 日本、東京                   | フィリピン     | 15-0   | 勝利 | メキシコ五輪予選              |
| 12 | 1967年9月27日  | 日本、東京                   | フィリピン     | 15-0   | 勝利 | メキシコ五輪予選              |
| 13 | 1967年9月27日  | 日本、東京                   | フィリピン     | 15-0   | 勝利 | メキシコ五輪予選              |
| 14 | 1967年9月27日  | 日本、東京                   | フィリピン     | 15-0   | 勝利 | メキシコ五輪予選              |
| 15 | 1967年10月7日  | 日本、東京                   | 韓国           | 3-3    | 引分 | メキシコ五輪予選              |
| 16 | 1969年10月12日 | 大韓民国、ソウル             | 韓国           | 2-2    | 引分 | 1970 FIFAワールドカップ・予選 |
| 17 | 1969年10月16日 | 大韓民国、ソウル             | オーストラリア | 1-1    | 引分 | 1970 FIFAワールドカップ・予選 |
| 18 | 1970年12月14日 | タイ、バンコク               | ビルマ         | 2-1    | 勝利 | アジア競技大会                |
| 19 | 1971年9月29日  | 大韓民国、ソウル             | 中華民国       | 5-1    | 勝利 | ミュンヘン五輪予選            |

（誤差は不明）

## 指導歴
- 1974年 - 1975年 : 新日本製鐵 コーチ（選手兼任）
- 1976年 - 1979年 : 新日本製鐵 監督（1976年は選手兼任）
- 1981年 - 1985年 : 国体福岡県代表 監督
- 1996年 - 1999年 : 九州共立大学 監督

監督成績
| 年度 | 所属   | クラブ | リーグ戦 | リーグ戦 | リーグ戦 | リーグ戦 | リーグ戦    | リーグ戦 | カップ戦 | カップ戦 |
| 年度 | 所属   | クラブ | 順位     | 試合     | 勝点     | 勝利     | 引分        | 敗戦     | JSL杯    | 天皇杯   |
| ---- | ------ | ------ | -------- | -------- | -------- | -------- | ----------- | -------- | -------- | -------- |
| 1976 | JSL1部 | 新日鐵 | 9位      | 18       | 12       | 5        | 2           | 11       | 予選敗退 | ベスト4  |
| 1977 | JSL1部 | 新日鐵 | 7位      | 18       | 22       | 3        | 2PK勝 6PK敗 | 7        | ベスト8  | 2回戦    |
| 1978 | JSL1部 | 新日鐵 | 8位      | 18       | 26       | 5        | 2PK勝 2PK敗 | 9        | 準決勝   | 1回戦    |
| 1979 | JSL1部 | 新日鐵 | 8位      | 18       | 29       | 6        | 2PK勝 1PK敗 | 9        | 2回戦    | 1回戦    |

## 註
1. 1 2  “宮本　輝紀”. サッカー日本代表データベース
2. ↑  『週刊サッカーマガジン』2008年11月4日号、ベースボール・マガジン社、p56
3. 1 2 3 4  今子正義『W杯サッカー日本の礎 原爆少年サッカー魂』南々社、2014、p185-190
4. 1 2 3 4 5 6 7 8 9 10 11 12  『東京スポーツ』2007年10月3日9面 ＜日本代表を作った男たち 宮本輝紀＞
5. ↑  澤野雅彦『企業スポーツの栄光と挫折』青弓社、2005年、p.18
6. 1 2 3 4 5 6  「私が出会った和の匠 宮本輝紀(上)(下)」『週刊サッカーマガジン』2013年7月16日、p.68、7月23日号、p.68
7. ↑  大貫哲義『不滅のサッカー王―釜本選手とその仲間たち』大陸書房、1983年、pp.171,172.
8. ↑  『週刊サッカーマガジン』2009年5月26日号 、p.80
9. ↑  『週刊サッカーマガジン』2008年11月4日号、p.56
10. 1 2  “宮本輝紀”. 日本サッカーアーカイブ. 2013年9月6日閲覧。
11. ↑  『週刊サッカーマガジン』2011年5月31日号 、p.70
12. ↑  『週刊サッカーマガジン』2008年11月11日号、p.56
13. ↑  『週刊サッカーマガジン』2010年4月20日号、p.52、エルマーノサッカークラブ
14. ↑  『日本サッカー狂会』、国書刊行会、2007年、p.39、『週刊サッカーマガジン』2008年11月4日号、p.56、Legend＝宮本輝紀 - 平田生雄
15. ↑  メキシコの星、また一つ消え…　特別編　宮本輝紀を悼む
16. ↑  朝日新聞縮刷版p842 昭和52年8月28日朝刊18面「☆新日鉄サッカーに外人コーチ」
17. ↑  「宮本輝紀さん 59歳 死去＝メキシコ五輪サッカー銅メダルのメンバー」毎日新聞、2000年2月3日、2015年9月11日閲覧